# Gore Vidal
Eugene Luther Gore Vidal (West Point, 3 oktober 1925 – Hollywood Hills, 31 juli 2012) was een Amerikaans schrijver, dramaticus en essayist.

## Levensloop

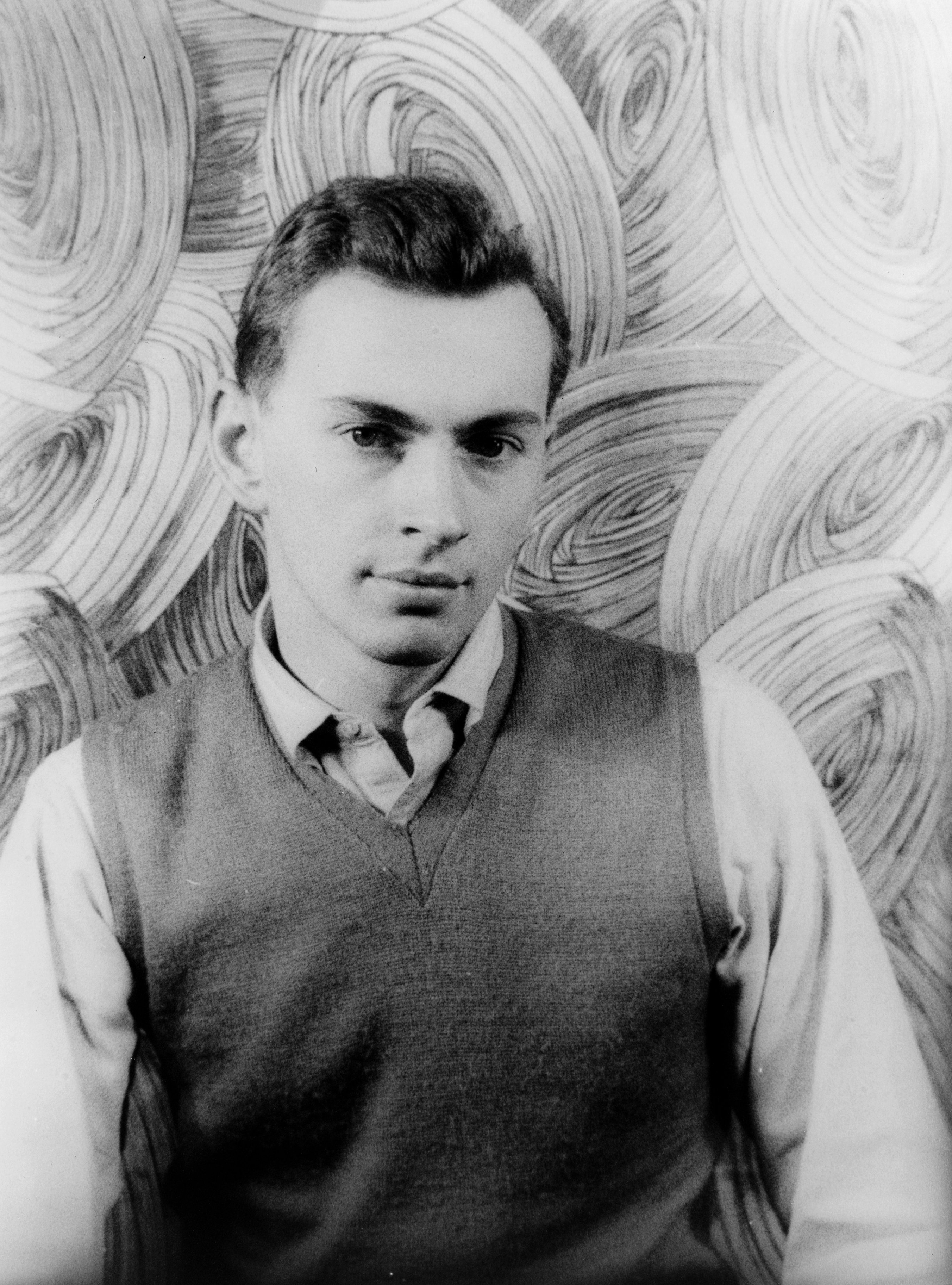
Gore Vidal, gefotografeerd door Carl Van Vechten in 1948

Gore Vidal werd geboren in West Point, waar zijn vader Eugene les gaf in de luchtvaartkunde aan de United States Military Academy. Zijn grootvader was Thomas Gore, een Democratisch senator en medeoprichter van de staat Oklahoma. Vidal zelf groeide ook op in de omgeving van Washington en hielp daar zijn blinde opa met het voorlezen en als gids en was zodoende al op jonge leeftijd bekend met het machtige Capitool.
In 1943, na zijn middelbare school, liet Vidal zich inschrijven als reserve bij de United States Army. Tijdens zijn diensttijd in de Tweede Wereldoorlog, die hij doorbracht als eerste stuurman op een legertransportschip in de Grote Oceaan, schreef hij zijn eerste roman, 'Williwaw'. De militaire roman werd een behoorlijk succes. Na de oorlog hield hij zich bezig met het schrijven van romans, essays, toneelstukken en verhalen. In 1948 publiceerde hij "The City and The Pillar", met homoseksualiteit en vrije seks als thema's. Het zou bij lange niet zijn laatste controversiële bijdrage in zijn tijd zijn.
In 1960 betrok hij tevens een huis in Italië (Ravello), dat hij tot 2004 zou bezitten - de rest van de tijd spendeerde hij in Los Angeles.
In 1995 verscheen van zijn hand het autobiografische "Palimpsest", waarin hij fel tekeer ging tegen de in zijn ogen dubbele Angelsaksische moraal van na de oorlog.
Vidal was een erelid van de National Secular Society.
Hij was ook acteur, onder andere in de films Gattaca en Shadow Conspiracy.
Gore Vidal overleed op 31 juli 2012 in zijn woning aan de gevolgen van longontsteking. Hij ligt begraven op Rock Creek Cemetery in Washington.

### Essays en non-fictie
- Rocking the Boat (1963)
- Julian (1964)
- Reflections Upon a Sinking Ship (1969)
- Sex, Death and Money (1969)
- Homage to Daniel Shays (1973)
- Matters of Fact and of Fiction (1977)
- The Second American Revolution (1982)
- Armageddon? (1987)
- At Home (1988)
- A View From The Diner's Club (1991)
- Screening History (1992) ISBN 0233988033
- Decline and Fall of the American Empire (1992) ISBN 1878825003
- United States: Essays 1952–1992 (1993) ISBN 0767908066
- Palimpsest: A Memoir (1995) ISBN 0679440380 ISBN 0233988912
- Virgin Islands (1997)
- The American Presidency (1998) ISBN 1878825151
- Sexually Speaking: Collected Sex Writings (1999)
- The Last Empire: Essays 1992–2001 (2001) ISBN 037572639X
- Perpetual War for Perpetual Peace or How We Came To Be So Hated (2002) ISBN 156025405X
- Dreaming War: Blood for Oil and the Cheney-Bush Junta (2002) ISBN 1560255021
- Inventing a Nation: Washington, Adams, Jefferson (2003) ISBN 0300101716
- Imperial America: Reflections on the United States of Amnesia (2004)
- Point to Point Navigation: A Memoir 1964 to 2006 (2006)

### Toneelstukken
- Visit to a Small Planet (1957) ISBN 0822212110
- The Best Man (1960)
- On the March to the Sea (1960-1961, 2004)
- Romulus (1962)
- Weekend (1968)
- Drawing Room Comedy (1970)
- An evening with Richard Nixon (1970) ISBN 0394718690

### Filmscenario's
- The Catered Affair (1956)
- I Accuse! (1958)
- Dark Possession (1959) (tv-film)
- Ben-Hur (1959) (onvermeld)
- Suddenly, Last Summer (1959)
- The Best Man (1964)
- The Doctor and the Devil (1965)
- Paris brûle-t-il? (1966)
- The Last of the Mobile Hot Shots (1970)
- Caligula (1979) (onvermeld)
- Billy the Kid (1989) (tv-film)
- The Palermo Connection (1990)

### Fictie
- Williwaw (1946) ISBN 0226855856
- In a Yellow Wood (1947)
- The City and the Pillar (1948) ISBN 1400030374
- The Season of Comfort (1949) ISBN 0233989714
- A Search for the King (1950) ISBN 0345254554
- Dark Green, Bright Red (1950) ISBN 0233989137 (pseudoprophecy of the Guatemala coup of 1954, see "In the Lair of the Octopus" Dreaming War)
- The Judgment of Paris (1953) ISBN 0345334582
- Messiah (1955) ISBN 0141180390
- A Thirsty Evil (1956) (korte verhalen)
- Julian (1964) ISBN 037572706X Nederlandse vertaling: Julianus de Afvallige (De Arbeiderspers1982) ISBN 90 295 5410 X
- Washington, D.C. (1967) ISBN 0316902578
- Myra Breckinridge (1968)
- Two Sisters (1970) ISBN 0434829587
- Burr (1973) ISBN 0375708731
- Myron (1975) ISBN 0586043004
- 1876 (1976) ISBN 0375708723
- Kalki (1978) ISBN 0141180374
- Creation (1981) ISBN 0349104751
- Duluth (1983) ISBN 0394527380
- Lincoln (1984) ISBN 0375708766
- Empire (1987) ISBN 037570874X
- Hollywood (1989) ISBN 0375708758
- Live from Golgotha: the Gospel according to Gore Vidal (1992) ISBN 0140231196
- Smithsonian Institution (1998) ISBN 0375501215
- The Golden Age (2000) ISBN 0375724818

### Onder pseudoniem
- A Star's Progress (Cry Shame!) (1950) als Katherine Everard
- Thieves Fall Out (1953) als Cameron Kay
- Death Before Bedtime (1953) als Edgar Box
- Death in the Fifth Position (1954) als Edgar Box
- Death Likes It Hot (1954) als Edgar Box